# Голям Салим
Голям Салим (на руски: Большай Салым) е река в Русия, Западен Сибир, Ханти-Мансийски автономен окръг, Тюменска област, ляв приток на река Об.
Дължината ѝ е 583 km, което ѝ отрежда 145-о място по дължина сред реките на Русия.
Река Голям Салим води началото си от блатата разположени в крайната северозападната част на Васюганската равнина, на 95 m н.в., в южната част на Ханти-Мансийския автономен окръг, Тюменска област. По цялото си протежение реката тече през Западносибирската равнина в началото в северна посока, а след това в западна и накрая – отново в северна. Руслото на Голям Салим изобилства със стотици меандри, изоставени старици, малки езера и блата, а течението е бавно. Влива се отляво в река Об (в Големия Салимски проток) при нейния 1262 km, на 24 m н.в., на 35 km северозападно от село Лемпино, Ханти-Мансийски автономен окръг. В устието си реката е широка 200 m, дълбочина над 2 m, а скоростта на течението достига до 0,4 m/s.
Водосборният басейн на Голям Салим обхваща площ от 18 100 km2, което представлява 0,61% от водосборния басейн на река Об. Водосборния басейн на реката обхваща части от Ханти-Мансийския автономен окръг.
Границите на водосборния басейн на реката са следните:
- на изток – водосборния басейн на река Голям Юган, ляв приток на Об;
- на юг и запад – водосборния басейн на река Иртиш, ляв приток на Об.

Река Голям Юган получава 30 притока с дължина над 20 km, като 3 от тях са с дължина над 100 km:
- 348 → Тукан 246 / 3 140, при село Салим
- 324 → Вандрас 113 / 1760, при село Салим
- 31 → Малък Салим 269 / 2900, на 4 km северозападно село Лемпино

Подхранването на реката е предимно снегово. Среден годишен отток на 65 km от устието, при село Лемпино 69,5 m3/s. Замръзва през октомври или началото на ноември, а се размразява в края на април или началото на май.
По течението на реката са разположени две села: Салим и Лемпино.
Около течението на реката и в нейния водосборен басейн са разположени големи находища на нефт и газ, а на няколко места се пресича от нефто- и газопроводи. При високи води е плавателна на 210 km от устието, но се използват само 110 km. При село Салим река Голям Салим се пресича от моста на жп линията Тюмен – Сургут – Нови Уренгой и два автомобилни моста – при селата Салим и Лемпино.